# Rugby Colorno 2019-2020
La stagione sportiva 2019-2020 vede per la prima volta la partecipazione del Rugby Colorno nella massima divisione del campionato italiano di rugby a 15, il TOP12. Nel corso della stagione la squadra sarà impegnata anche nella competizione parallela della Coppa Italia, che si svolge dal settembre 2019 al gennaio 2020.
Il club, noto anche con la denominazione di HBS Colorno per ragioni di sponsorizzazione, affida la guida tecnica della rosa capitanata da Jacopo Sarto, con all'attivo un cap con la Nazionale maggiore, all'allenatore Cristian Prestera coadiuvato dall'ex azzurro Roland de Marigny.
La seconda  e terza linea Alessandro Da Lisca  da 12 primavere al Colorno, originario di Badia Polesine ed ex capitano colornese, ha esordito in TOP12 all'età di 42 anni nel match contro Calvisano, diventando il giocatore più anziano ad aver disputato la massima divisione del campionato italiano.

## Divise da gioco
Il fornitore tecnico per la stagione sportiva 2019-2020 è Macron, mentre il main sponsor è H.B.S. Oleoidraulica.
| 1ª divisa | 2ª divisa |

## TOP12 2019-20

### Stagione regolare
| Incontro                | Andata | Ritorno   |
| ----------------------- | ------ | --------- |
| Calvisano — Colorno     | 43-10  | 31-24     |
| Colorno — Mogliano      | 21-31  | annullata |
| Colorno — Rovigo        | 20-23  | annullata |
| San Donà — Colorno      | 44-35  | annullata |
| Colorno — I Medicei     | 10-46  | annullata |
| Viadana — Colorno       | 22-23  | annullata |
| Colorno — S.S. Lazio    | 25-22  | annullata |
| Reggio Emilia — Colorno | 29-21  | annullata |
| Colorno — Lyons         | 29-22  | annullata |
| Fiamme Oro — Colorno    | 42-10  | annullata |
| Colorno — Petrarca      | 23-30  | annullata |

#### Risultati della stagione regolare
| Posizione | G  | V | N | P | PF  | PS  | DP   | B | Pt |
| --------- | -- | - | - | - | --- | --- | ---- | - | -- |
| 10ª       | 12 | 3 | 0 | 9 | 251 | 385 | -134 | 4 | 16 |

## Coppa Italia 2019-20

### Prima fase
| Incontro            | Risultato |
| ------------------- | --------- |
| Rovigo — Colorno    | 44-17     |
| Colorno — I Medicei | 17-16     |

#### Risultati della prima fase
| Posizione | G | V | N | P | PF | PS | DP  | B | Pt |
| --------- | - | - | - | - | -- | -- | --- | - | -- |
| 2ª        | 2 | 1 | 0 | 1 | 36 | 60 | -24 | 0 | 4  |